# Махов, Александр Владимирович
Алекса́ндр Ма́хов (укр. Олександр Махов; 17 апреля 1986, Ворошиловград, УССР, СССР — 4 мая 2022, Изюм, Харьковская область, Украина) — украинский журналист, военный корреспондент.

## Биография
Александр Махов родился 17 апреля 1986 года в городе Луганске.
Окончил факультет журналистики Восточноукраинского национального университета имени Владимира Даля.
Карьеру начал на Луганском областном телевидении. После чего продолжил работу в качестве постоянного корреспондента на телеканалах «Украина» и «Украина 24». С 2021 года работал военным корреспондентом на телеканале «Дом».
Освещал эвакуацию украинских граждан из Ухань во время эпидемии коронавируса в 2020 году, находясь непосредственно на месте событий.
В первые дни вторжения России на Украину Махов вступил в ряды Вооружённых сил Украины (95-я отдельная десантно-штурмовая бригада), совмещая службу с журналистской деятельностью.
Погиб 4 мая 2022 года в результате артиллерийских обстрелов. Президент Украины Владимир Зеленский выразил соболезнования семье Махова.

## Семья
Был в разводе, сын — Владислав.

## Награды
- орден «За мужество» III степени (24 мая 2022, посмертно) — за личное мужество и самоотверженные действия, проявленные в защите государственного суверенитета и территориальной целостности Украины, верность военной присяге.[9]